# Maurice Hilleman
Pour l’article homonyme, voir Richard Hilleman.
Maurice Ralph Hilleman (né le 30 août 1919 à Miles City – 11 avril 2005 à Philadelphie), était un microbiologiste américain spécialisé dans l'étude des vaccins.
Il développa plus de trois douzaines de vaccins. Parmi ceux-ci, celui contre la rougeole, les oreillons, l'hépatite A, l'hépatite B, la varicelle, la méningite, la pneumonie et la bactérie Haemophilus influenzae. Il a également joué un rôle dans la découverte des adénovirus, des virus hépatiques et du virus cancérigène SV40. Selon le Dr. Adel F. Mahmoud, président de Merck Vaccines, les recherches du Dr. Hilleman ont sauvé des millions de vies et en ont préservé des millions d'autres de la maladie.

## Biographie
Maurice Hilleman est né dans une ferme à Miles City dans le Montana. Sa sœur jumelle meurt à sa naissance puis sa  mère deux jours après. Plus tard, il découvre Charles Darwin et fut surpris à l'église en train de lire L'Origine des espèces. À cause de son manque d'argent, il ne parvient pas à rentrer à l'université. Son frère ainé l'aide cependant à décrocher une bourse pour aller à la Montana State University. Puis il s'inscrit à l'université de Chicago et décroche un doctorat de microbiologie en 1944.

## Travaux
Après avoir rejoint la société E.R. Squibb (aujourd'hui Bristol-Myers Squibb), il développe un vaccin contre l'encéphalite japonaise, une maladie qui menace les troupes américaines dans le Pacifique durant la Seconde Guerre mondiale. Chef du département des maladies respiratoires à l'Institut de recherche de l'armée Walter Reed de 1948 à 1951, il découvre les mutations génétiques lorsqu'un virus grippal mute. Cela l'aide à découvrir qu'une épidémie de grippe qui sévit alors à Hong Kong pourrait devenir une pandémie. Travaillant à l'instinct, lui et son collègue découvrent une nouvelle caractéristique de la grippe qui pourrait tuer des millions de personnes. Quarante millions de doses de vaccins sont préparées et distribuées.
En 1957, le Dr. Hilleman rejoint Merck & Co. comme chef du département de recherche des nouveaux virus et de biologie cellulaire à Whitehouse Station dans le New Jersey. Il est alors avec Merck quand Hilleman développe la majorité de ses quarante vaccins expérimentés et autorisés. Il prit sa retraite en 1984 comme vice-président des laboratoires de recherche Merck à West Point en Pennsylvanie.
Le 21 mars 1963, sa fille, alors âgée de 5 ans, est frappée par les oreillons. Il prélève alors le virus et réalise un vaccin avec.
À sa mort, le 11 avril 2005, à 85 ans, le Dr. Hilleman était professeur adjoint l'École de médicine pédiatrique, à l'université de Pennsylvanie. Il a mis au point huit des quatorze vaccins utilisés dans les pays industrialisés.

## Prix et distinctions
- 1983 : prix Lasker-Bloomberg pour le bien public